# Ponca (geslacht)
Ponca is een geslacht van rechtvleugeligen uit de familie krekels (Gryllidae). De wetenschappelijke naam van dit geslacht is voor het eerst geldig gepubliceerd in 1928 door Hebard.

## Soorten
Het geslacht Ponca omvat de volgende soorten:
- Ponca hebardi Robillard, 2005
- Ponca venosa Hebard, 1928